# Lot e le figlie (Cariani)
Lot e le figlie è un dipinto olio su tela datata tra il 1530 e il 1535 di Giovanni Busi detto Cariani conservata alla Pinacoteca del Castello Sforzesco di Milano.

## Storia
La raffigurazione di scene bibliche su tavole di piccole dimensioni, era d'uso nel Cinquecento veneziano e dell'arte nordica, e tra gli episodi maggiormente raffigurati si trova la figura di Lot che viene sedotto dalle sue figlie. Il brano segue quello della distruzione della città di Sodoma, che obbliga Lot a fuggire. Durante la fuga però la moglie si volge a guardare la distruzione della città e per questo si trasforma in una statua di sale. Le figlie poi seducono il padre offrendogli da bene per poter poi giacere con lui e concepire Moab e Ammon dando origine alle tribù dei moabiti e degli ammoniti.Genesi 1,19
L'opera era inserita nel legato testamentario del 1891 di Felice Boschetti come presunta opera di Lorenzo Lotto, cosa confermata dal Morelli. Fu nel medesimo periodo che lo storico dell'arte Jaconsen a proporre il Busi come possibile creatore dell'opera rilevando molte affinità con i suoi dipinti. I critici condividono la datazione intorno al 1540 perché dovrebbe seguire la realizzazione del Cristo che si congeda dalla Made conservato nella Pinacoteca di Brera, datazione che seguo lo studio storiografico dell'artista da parte del critico Rodolfo Pallucchini, ipotesi poi confermata.

## Descrizione
L'artista dipinge i personaggi nell'abbigliamento tipico degli anni '40 del XVI secolo. Il personaggio femminile raffigurato a sinistra indossa un corsetto con maniche a palloncino con scollo quadrato e da una camicetta bianca con lo scollo rotondo. Anche la capigliatura con intrecci legati da nastri con scrimene centrali e poi raccolti sulla nuca sono tipici dell'epoca e questo indica il periodo di esecuzione del dipinto stesso. Il dipinto raffigura l'episodio in maniera sorprendente e originale anche se mantiene nel paesaggio, le caratteristiche tipiche del Cariani, che riprende il Ritratto maschile con fondo di marina presente nell'Accademia Carrara di Bergamo.
Le piccole dimensioni del dipinto permettono quindi uno studio approfondito dell'artista, l'opera infatti presenta maggiore apertura nella parte paesaggistica con una successione di strati, pur restando l'artista vicino all'opera di Bonifacio Veronese, senza avanzare caratteristiche nordiche ma mantenendo una tradizione neogiorgionesca.